# Peugeot 304
La Peugeot 304 è un'autovettura di classe media prodotta tra il 1969 e il 1980 dalla casa automobilistica francese Peugeot.

## Storia

### Genesi e debutto
Alla fine del 1966, la 204 era già in commercio da oltre un anno ed era già in fase avanzata il progetto che avrebbe portato alla 504, vettura concepita per affiancare l'ormai anziana 404, rispetto alla quale andava persino a porsi un gradino più in alto. L'anzianità della 404 fece in modo che i potenziali acquirenti della 404 andassero progressivamente scemando, per cui si pensò che il divario tra la 204 e la futura 504 sarebbe stato troppo marcato. Ci sarebbe voluta pertanto una vettura intermedia che andasse a interporsi tra la 404 e la 204. Tale vettura doveva essere caratterizzata da un prezzo contenuto.
Fu così che nel 1967 fu avviato il progetto D18, che avrebbe portato alla realizzazione del nuovo modello. La direttiva principale era la seguente: per contenere i costi, la vettura avrebbe dovuto essere derivata dalla 204, della quale doveva conservare essenzialmente la parte centrale del corpo vettura, quella dell'abitacolo, mentre muso e coda dovevano essere ridisegnati in funzione di una maggior eleganza, maggiori dimensioni e un aspetto più importante. Anche la parte meccanica doveva essere ripresa pari pari dalla berlina di fascia più bassa.
La nuova Peugeot venne presentata nel settembre del 1969 al Salone di Parigi: in tale occasione la 304 riscosse un buon successo, anche se non mancarono i detrattori, che la soprannominarono "la 504 dei poveri". Ciononostante, più numerosi furono quelli che rimasero catturati dal suo frontale importante e che videro nella 304 la possibilità di avere una berlina relativamente grande e comoda a un prezzo ridotto.

### Design esterno e interno
Come già anticipato, la 304 berlina era una versione più elegante della 204: gran parte della componentistica era interscambiabile con la 204. Il telaio e molti lamierati erano gli stessi, così come pure il parabrezza e molti organi meccanici. Se la 204 era caratterizzata da una linea quasi a due volumi e mezzo per via della sua coda tonda e sfuggente, la 304 poteva considerarsi una 204 a tre volumi. La linea a tre volumi conferì slancio ed eleganza alla vettura, aspetti che aumentavano ulteriormente osservando il frontale da berlina importante, ispirato strettamente a quello della 504. Tale caratteristica catturò l'interesse di una nutrita schiera di pubblico e impedì alla 304 di risultare un fiasco commerciale. La coda era caratterizzata da fari sdoppiati in due metà sottili a sviluppo verticale, un po' come quelli della Fiat 125 italiana. Altre caratteristiche la collegavano direttamente alla 204: la forma del cofano anteriore, per esempio, tradiva la chiara parentela con la Peugeot più piccola della gamma di allora, così come pure il disegno del padiglione. La stampa dell'epoca definiva la linea della 304 come meno armoniosa rispetto a quella della 204, poiché meno riuscita nelle proporzioni.
Per quanto riguarda gli interni, la 304 offriva un'apprezzabile abitabilità per l'epoca, buona anche per cinque persone. Inoltre, altrettanto apprezzabile era la capacità del vano bagagli, tra l'altro anche di forma regolare e quindi ben sfruttabile. Buono anche il livello di comfort e la capacità di assorbire le asperità del terreno, anche se nel complesso risultava ancora piuttosto vicino a quello della 204. Il posto guida era abbastanza comodo per le persone di quasi tutte le stature. Il volante era a due razze, mentre la strumentazione aveva un disegno semplice e razionale, ma piuttosto completa considerando l'epoca e la fascia di mercato della vettura. Era infatti raccolta in un unico elemento comprendente tachimetro, contachilometri totale e parziale (quest'ultimo azzerabile), spia luci, spia indicatori di direzione, indicatore del livello carburante e indicatore di carica della batteria, purtroppo mancava la spia della riserva carburante. Nella prima serie, la leva del cambio era al volante.

### Meccanica e motore
Della 204 riprendeva gran parte della componentistica: telaio, sospensioni, porte, sedili, attacchi del cruscotto e della plancia, ruote e persino il parabrezza. La struttura generale era quindi assai simile, e cambiava solo per il rinforzo della scocca. Presente anche il telaietto ausiliario di supporto del motore.
L'impostazione meccanica era del tipo "tutto avanti", con motore in posizione trasversale, cambio in blocco e trazione anteriore. La meccanica telaistica prevedeva un avantreno di tipo McPherson con triangolo inferiore trasversale e un retrotreno a bracci oscillanti. Su entrambi gli assi erano previsti: ammortizzatori idraulici telescopici, molle elicoidali e barre stabilizzatrici. L'impianto frenante prevedeva dischi all'avantreno e tamburi a retrotreno. Si trattava quindi di un impianto frenante misto dotato di servofreno e compensatore di frenata al retrotreno. Lo sterzo era a cremagliera, ma senza servosterzo.
Al suo esordio, la 304 era disponibile in un'unica motorizzazione, dalla cilindrata di 1288 cm³, con alimentazione a carburatore e della potenza massima di 70 CV SAE (equivalenti a 65 CV DIN). Tale motore era accoppiato con un cambio a 4 marce che trasferiva il moto all'avantreno mediante una frizione monodisco a secco.

## Evoluzione
Al suo debutto, la 304 fu proposta in un solo livello di allestimento, denominato GL (Grand Luxe), e unicamente con carrozzeria berlina tre volumi a 4 porte. La gamma verrà estesa solo qualche mese dopo la presentazione, al Salone di Ginevra del 1970, quando furono svelate le due versioni sportiveggianti, vale a dire la 304 Coupé e la 304 Cabriolet.

Al Salone di Parigi dello stesso anno, fu presentata invece la 304 Break, con carrozzeria station wagon, che fu prodotta parallelamente alla 204 Break: mentre quest'ultima rimase in listino fino al 1976, la 304 Break fu prodotta e commercializzata fino al termine della carriera della 304 stessa.

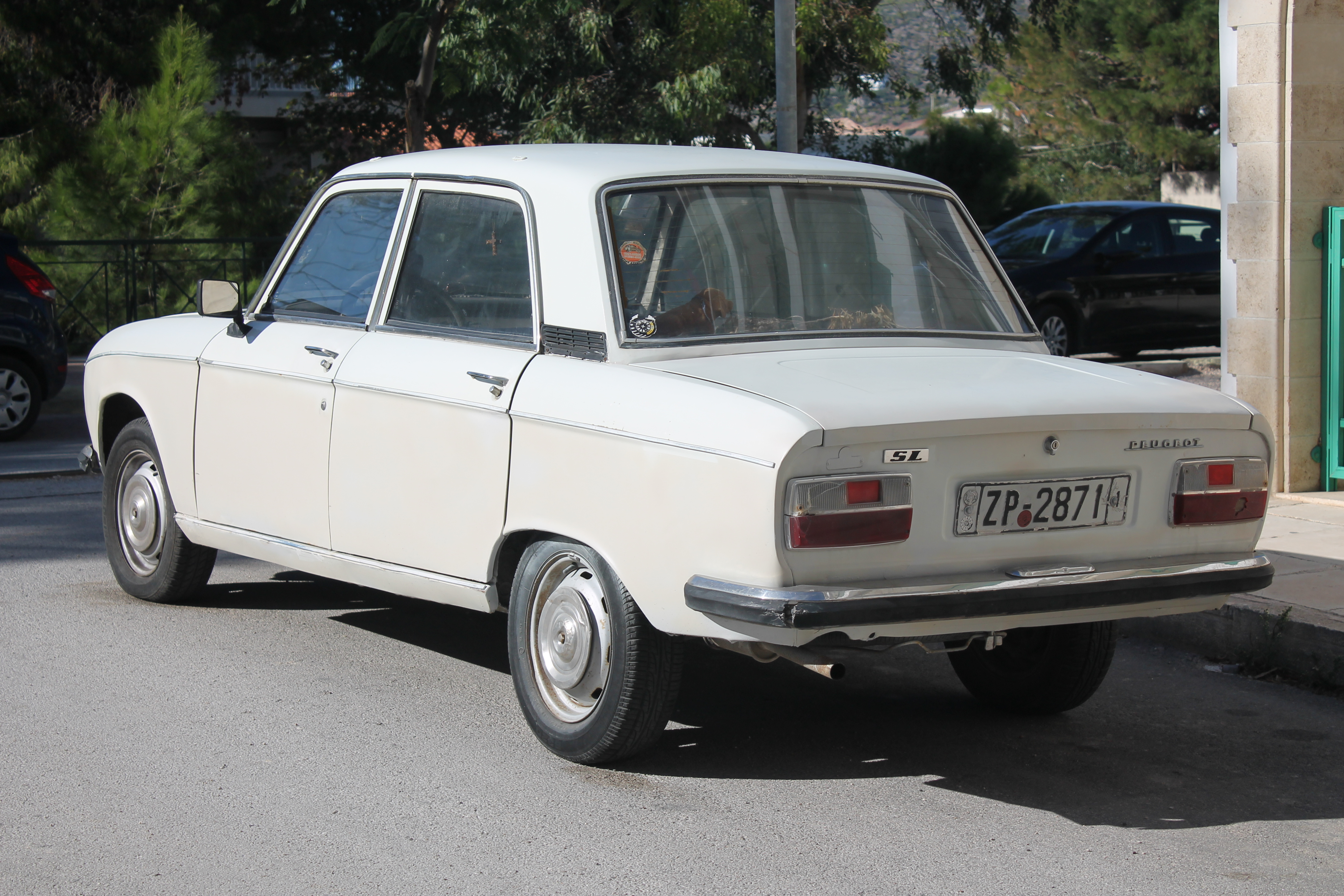
Peugeot 304 restyling 1972

Il 1971 vide alcuni aggiornamenti di dettaglio, specie per quanto riguarda le componenti dell'impianto elettrico, mentre alla fine del 1972, il motore delle 304 Coupé S e Cabriolet S, nel frattempo entrate in produzione, fu montato anche sulle 304 berlina. In tale versione, denominata 304 S, la potenza massima raggiungeva gli 80 CV (corrispondenti a 74,5 CV DIN). Per l'occasione gli interni della 304 furono sottoposti a una decisa rivisitazione: il cruscotto adottò tre quadranti tondi di stampo sportivo, i sedili furono rivestiti in skai e vi fu un nuovo volante. La leva del cambio, prima al volante, fu spostata sul pavimento (cambio a cloche). Anche esternamente si ebbero delle variazioni: leggera rivisitazione alla calandra, con un Leone dorato al centro, e nuovi fari posteriori, non più consistenti in una coppia di fari sdoppiati in due parti sottili a sviluppo verticale, ma dal più semplice disegno rettangolare a sviluppo orizzontale. Per quanto riguarda gli anni dal 1973 al 1975, vi furono solo leggerissimi aggiornamenti di dettaglio.

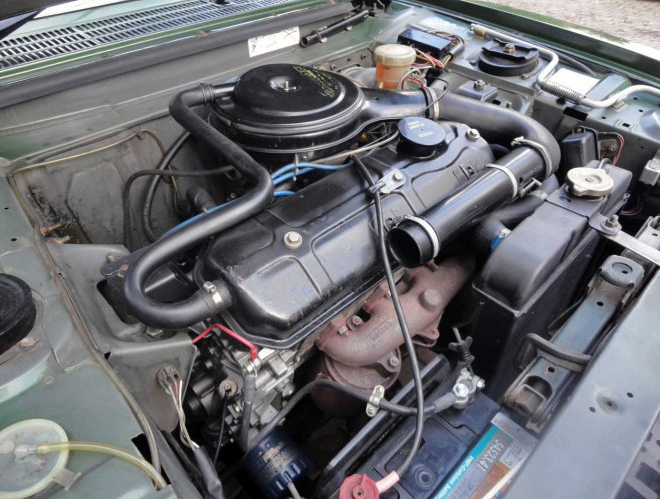
Il motore XL3 1.3

Nel 1976, con il pensionamento della "sorellina" 204, la gamma 304 ricevette sostanziosi aggiornamenti: per cominciare, la 304 in versione base fu sdoppiata in due nuovi livelli di allestimento: nacquero così una nuova 304 GL e la 304 SL (Super Luxe). La 304 S, invece mutò la propria denominazione in 304 SLS. Cambiarono anche i motori, sempre 1.3 in due livelli di potenza, ma della cilindrata di 1290 cm³ anziché 1288. A dispetto del valore quasi identico a prima, la nuova cilindrata fu ottenuta in realtà aumentando l'alesaggio e diminuendo la corsa, e quindi operando molto in profondità per ottenere nuove caratteristiche di erogazione. A partire sempre dal 1976, la 304 fu resa disponibile anche con motore Diesel, lo stesso da 1357 cm³ e 45 CV già presente sulle 204. La Break riceverà anche il 1.1 a benzina già montato sulla 204 appena pensionata. Su tale base fu creata anche una 304 Fourgonette. Nel 1978, la 304 Fourgonette fu equipaggiata anche con il 1.3 a benzina delle 304 di base: all'inizio dello stesso anno, la 304 non fu più importata in alcuni Paesi europei, tra cui anche l'Italia, dove però continuò a rimanere in listino in modo da smaltire le giacenze rimaste in stock.
Nel 1979 la 304 berlina fu tolta di produzione, lasciando in listino solo la 304 Break, che le sopravvisse di un anno. Nel luglio dello stesso anno, la 304 Break fu equipaggiata anche con un motore Diesel aspirato da 1.5 litri in grado di erogare 50 CV, lo stesso motore XIDL già montato sulle Peugeot 305, che intanto erano andate a sostituire la 304 berlina. L'arrivo della 305 Break, avvenuto nel 1980, sancì anche il pensionamento definitivo della 304 Break.
Le buone intenzioni commerciali della 304 furono invece il motivo del suo parziale successo: oltre a chi la considerava una "504 dei poveri", vi fu chi la considerava troppo costosa, in rapporto alle sue umili origini. Ciò penalizzò il successo della 304.

### Le 304 Coupé e Cabriolet

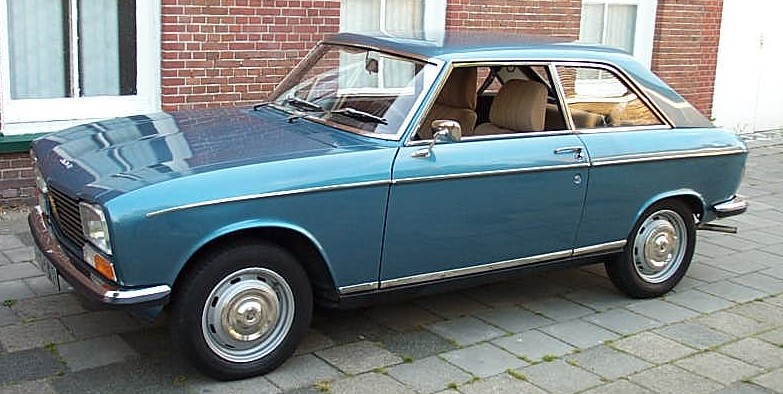
La versione coupé

Introdotte nel marzo del 1970 al Salone di Ginevra, queste due versioni andarono a sostituire le 204 coupé e cabriolet, uscite di listino da poco tempo. Di fatto, come nel caso delle versioni berlina, si trattava di 204 coupé e cabriolet ristilizzate con l'adozione del frontale della 304. Anche in questo caso, le due versioni nascevano sul pianale accorciato della berlina e della Break. L'allestimento iniziale era lo stesso GL delle altre versioni. Anche la meccanica e il motore utilizzato erano gli stessi della berlina e durante la loro carriera, coupé e cabriolet non ricevettero mai motori a gasolio, all'epoca considerati universalmente poco adatti per una vettura sportiveggiante.

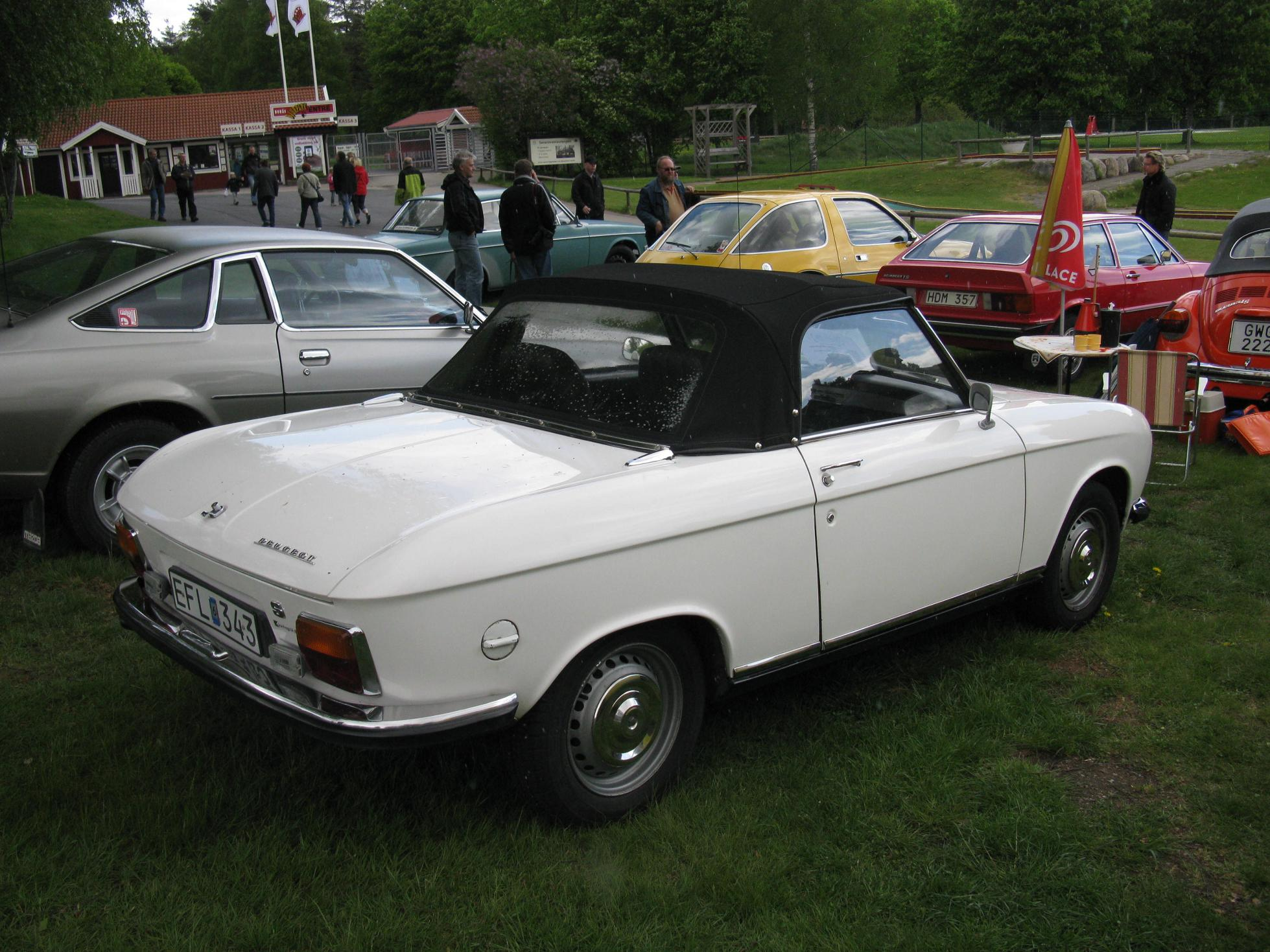
La versione cabriolet

Nel 1972 le 304 coupé e cabriolet furono disponibili anche in versione S, ossia Sport. In queste versioni, il motore fu rivisto in modo da fornire 80 CV anziché 70, il cambio fu rinforzato e l'alimentazione era affidata a un carburatore doppio corpo. Queste versioni riscossero un successo maggiore rispetto alle versioni meno potenti, poiché maggiormente in linea con lo spirito della vettura. Nel luglio del 1975 le 304 coupé e cabriolet furono tolte di produzione: la loro commercializzazione durerà fino ai primi mesi dell'anno seguente. Non vi saranno più per lungo tempo delle coupé o cabriolet Peugeot di fascia medio-bassa. Si arriverà alla 306 Cabriolet solo 18 anni dopo, nel 1994, mentre per rivedere una coupé compatta vera e propria (escludendo la 307 CC del 2003), si dovrà fare un salto in avanti di ben 34 anni, quando addirittura nel 2010 verrà lanciata la RCZ, tecnicamente e stilisticamente distantissima.

### Le 304 Break e Fourgonette

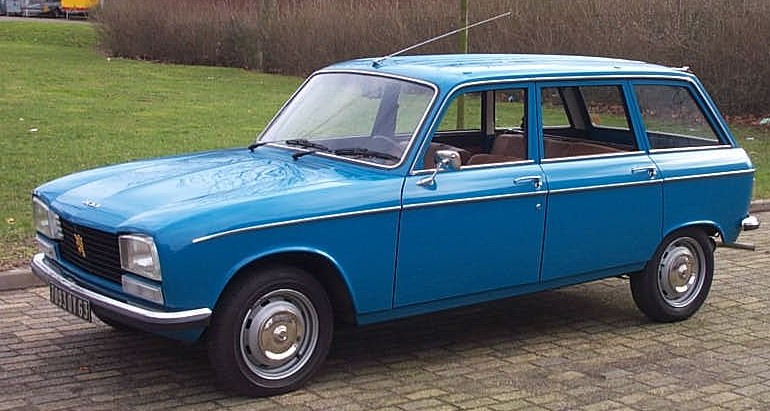
La versione Break

Introdotta nel settembre del 1970, la 304 Break non sostituì la corrispondente versione della 204, al contrario di quanto avvenne invece con le versioni coupé e cabriolet, ma l'affiancò come variante stilisticamente più moderna e con motore più potenti. Il propulsore a benzina utilizzato fu inizialmente solo il 1.3 XL3 da 1288 cm³. Solo a partire dal 1976 arriverà anche per la Break l'aggiornamento di tale motore, sostituito dall'unità XL5 della cilindrata di 1290 cm³. In quell'anno vi sarà anche l'introduzione della variante a gasolio, con motore da 1357 cm³ e potenza massima di 45 CV. Nello stesso anno, la 304 Break fu proposta anche con la piccola motorizzazione da 1.1 litri già presente sulla 204, e questo per compensare l'uscita di produzione della 204 Break, avvenuto proprio nel 1976. Nel 1979 il propulsore a gasolio venne sostituito dal motore XIDL da 1547 cm³ in grado di erogare 50 CV. La carriera della 304 Break terminò l'anno seguente con l'arrivo della giardinetta su base 305.

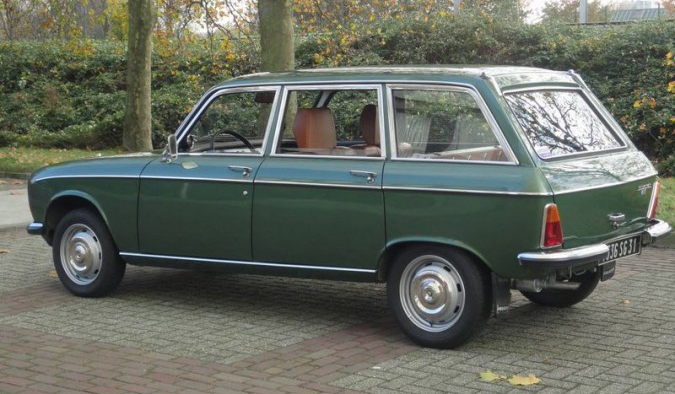
La versione Break

Simile alla Break, ma destinata esclusivamente a scopi commerciali, la 304 Fourgonette si differenziava dalla Break essenzialmente per l'assenza dei vetri laterali centrali e posteriori e del lunotto, ma anche per l'assenza della panca posteriore, in modo da avere un piano di carico per contenere merci o attrezzature da lavoro. La Fourgonette fu introdotta nel 1976 in sostituzione della 204 Fourgonette. Anche questa vettura fu inizialmente proposta con il motore Diesel da 1.4 litri e 45 CV o in alternativa con il 1.1 a benzina di origine 204. Nel settembre del 1978 la gamma della Fourgonette si estese con l'arrivo del motore 1.3 da 65 CV DIN, mentre nel luglio dell'anno seguente anche questa versione vide il proprio motore Diesel da 1.4 litri sostituito dal nuovo 1.5 litri Diesel da 49 CV.
Per poter alloggiare il nuovo motore Diesel da 1.5 litri, le 304 Break e Fourgonette ricevettero un nuovo cofano motore maggiormente bombato. Nel maggio del 1980 anche la 304 Fourgonette venne pensionata a favore della versione commerciale della 305.

## Riepilogo caratteristiche
Di seguito vengono riepilogate le caratteristiche delle varie versioni previste per la gamma 304. I valori di potenza e coppia motrice sono del tipo DIN.
| Modello                                       | Carrozzeria | Motore | Cilindrata cm³ | Potenza CV/rpm | Coppia Nm/rpm | Massa a vuoto (kg) | Velocità max | Consumo (l/100 km) | Anni di produzione | Prezzo al debutto in franchi |
| Versioni a benzina                            |             |        |                |                |               |                    |              |                    |                    |                              |
| 304 GL Break                                  | Break       | XK5    | 1127           | 59/6250        | 76.5/3000     | 940                | 148          | 7.6                | 1976-80            | 23.100                       |
| 304 GL                                        | berlina     | XL3    | 1288           | 65/6100        | 100/3750      | 915                | 150          | 9.5                | 1969-76            | 11.600                       |
| 304 GL                                        | berlina     | XL5    | 1290           | 65/6000        | 94/3750       | 930                | 150          | 9                  | 1976-79            | 22.900                       |
| 304 GL                                        | Break       | XL3    | 1288           | 65/6100        | 100/3750      | 950                | 150          | 9.5                | 1970-76            | -                            |
| 304 GL                                        | Break       | XL5    | 1290           | 65/6000        | 94/3750       | 960                | 150          | 9.1                | 1976-80            | 27.100                       |
| 304 GL                                        | Coupé       | XL3    | 1288           | 65/6100        | 100/3750      | 875                | 152          | 9.3                | 1970-73            | 13.900                       |
| 304 GL                                        | Cabriolet   | XL3    | 1288           | 65/6100        | 100/3750      | 910                | 152          | 9.4                | 1970-72            | 13.300                       |
| 304 SL                                        | berlina     | XL5    | 1290           | 65/6000        | 94/3750       | 940                | 150          | 9                  | 1976-78            | 24.200                       |
| 304 SL                                        | Break       | XL5    | 1290           | 65/6000        | 94/3750       | 960                | 150          | 9.1                | 1976-80            | 25.000                       |
| 304 S                                         | berlina     | XL3S   | 1288           | 74.5/6000      | 109/4500      | 920                | 160          | 9.8                | 1972-76            | 15.390                       |
| 304 S                                         | Coupé       | XL3S   | 1288           | 74.5/6000      | 109/4500      | 895                | 160          | 9.8                | 1972-76            | 16.280                       |
| 304 S                                         | Cabriolet   | XL3S   | 1288           | 74.5/6000      | 109/4500      | 930                | 160          | 9.8                | 1972-76            | 15.940                       |
| 304 SLS1                                      | berlina     | XL5S   | 1290           | 74.5/6200      | 109/3750      | 930                | 160          | 9.9                | 1976-78            | 25.200                       |
| Versioni Diesel                               |             |        |                |                |               |                    |              |                    |                    |                              |
| 304 GLD                                       | berlina     | XL4D   | 1357           | 45/5500        | 76.5/2500     | 935                | 130          | 6.1                | 1976-79            | 26.900                       |
| 304 GLD                                       | Break       | XL4D   | 1357           | 45/5500        | 76.5/2500     | 970                | 130          | 6.1                | 1976-79            | 27.100                       |
| 304 GLD                                       | Break       | XIDL   | 1548           | 49/5000        | 86/2500       | 970                | 132          | 6.9                | 1979-80            | 35.800                       |
| 1Commercializzata in Italia sempre come 304 S |             |        |                |                |               |                    |              |                    |                    |                              |